# Johann Baptist Bommer
Johann Baptist Bommer (getauft am 1. August 1705 in Aulendorf; † 31. Juli 1778 in Trochtelfingen) war ein deutscher Flach- und Fassmaler des späten Barocks.

## Leben
Johann Baptist Bommer wurde als elftes von 14 Kindern des Hofsattlers Gabriel Bommer und seiner Frau Anna Catharina Christin Bommer geboren und am 1. August 1705 getauft. Er führte anfangs in Trochtelfingen keine eigene Werkstatt, sondern arbeitete beim Maler Johann Schiander und war mit diesem 1735 in der Marienkapelle in Melchingen tätig. Am 26. November 1736 heiratete er Maria Ursula Schnitzerin, die Schwester
des Trochtelfinger Stadtpfarrers Joseph Anton Schnitzer, mit dem die Familie eng verbunden blieb, als dieser Stadtpfarrer von Meßkirch wurde. Das Ehepaar hatte drei Kinder:
- Franz Xaver Bommer (* 22. September 1737)
- Karl Ludwig Bommer (* 18. Januar 1739)
- Maria Antonia Bommer (* 1740), die als Ehefrau des Johann Georg Schoser knapp 25-jährig in Trochtelfingen starb.

Als sein Kollege Johann Schiander am 14. Januar 1737 plötzlich und unvorhergesehen starb, übernahm Bommer dessen Werkstatt, die offensichtlich von keinem der Söhne Schianders weitergeführt wurde. Durch seine reiche Tätigkeit gewann Bommer immer mehr das Vertrauen seiner Mitbürger. Er war 1762 Heiligenpfleger der Pfarrkirche Trochtelfingen und wurde sogar Schultheiß. Mit seinem Tod erlosch wohl seine Werkstatt, da seine beiden Söhne, die auch dem Malerberuf nachgingen, nicht mehr in Trochtelfingen lebten.

## Werke
- 1735 Deckengemälde in der Marienkapelle in Melchingen: Mittelbild mit der heiligen Dreifaltigkeit, dazu vier Eckmedaillons mit den Evangelisten
- 1736 verschiedene Votivtafeln in der Marienkapelle Melchingen
- 1740 Fassung einer Fahnenstange in die Pfarrkirche Melchingen
- 1746 Altarblätter des heiligen Johann Nepomuk und der Immakulata für die Seitenaltäre in Feldhausen
- 1751 Fassung der Seitenaltäre Feldhausen
- 1752 Fassung des Feldhauser Hochaltars, der Kanzel und der Empore zusammen mit seinen beiden Söhnen und dem Malergesellen Ambrosi Reiser aus Gammertingen
- 1753 Fassung des geschaffenen Tabernakels der Pfarrkirche Salmendingen
- 1754 Bemalung eines Fahnenblatts mit Stange für die Pfarrkirche Feldhausen
- 1755 Fassung ds neugeschaffenen Hochaltars in Harthausen, der von Schreiner Neser in Ringingen erstellt wurde
- 1756 Fassung der 1752 geschaffenen Seitenaltäre und der Kanzel in der Pfarrkirche Salmendingen
- 1758 Lieferung von Gemälden in das Gästehaus der Zisterzienserinnenabtei Heiligkreuztal
- 1760 Bemalung der Kreuzweg-Stationen von der Kirche in Harthausen oder Feldhausen
- 1763 Fassung der Reliquientafeln für die Pfarrkirche Feldhausen
- 1765 Fassung von zwei Fahnenstangen für Feldhausen
- 1765 Fassung des Hochaltars in der Pfarrkirche Trochtelfingen